# Trox howelli
Trox howelli är en skalbaggsart som beskrevs av Henry Fuller Howden och Patricia Vaurie 1957. Trox howelli ingår i släktet Trox och familjen knotbaggar. Inga underarter finns listade i Catalogue of Life.

## Bildgalleri

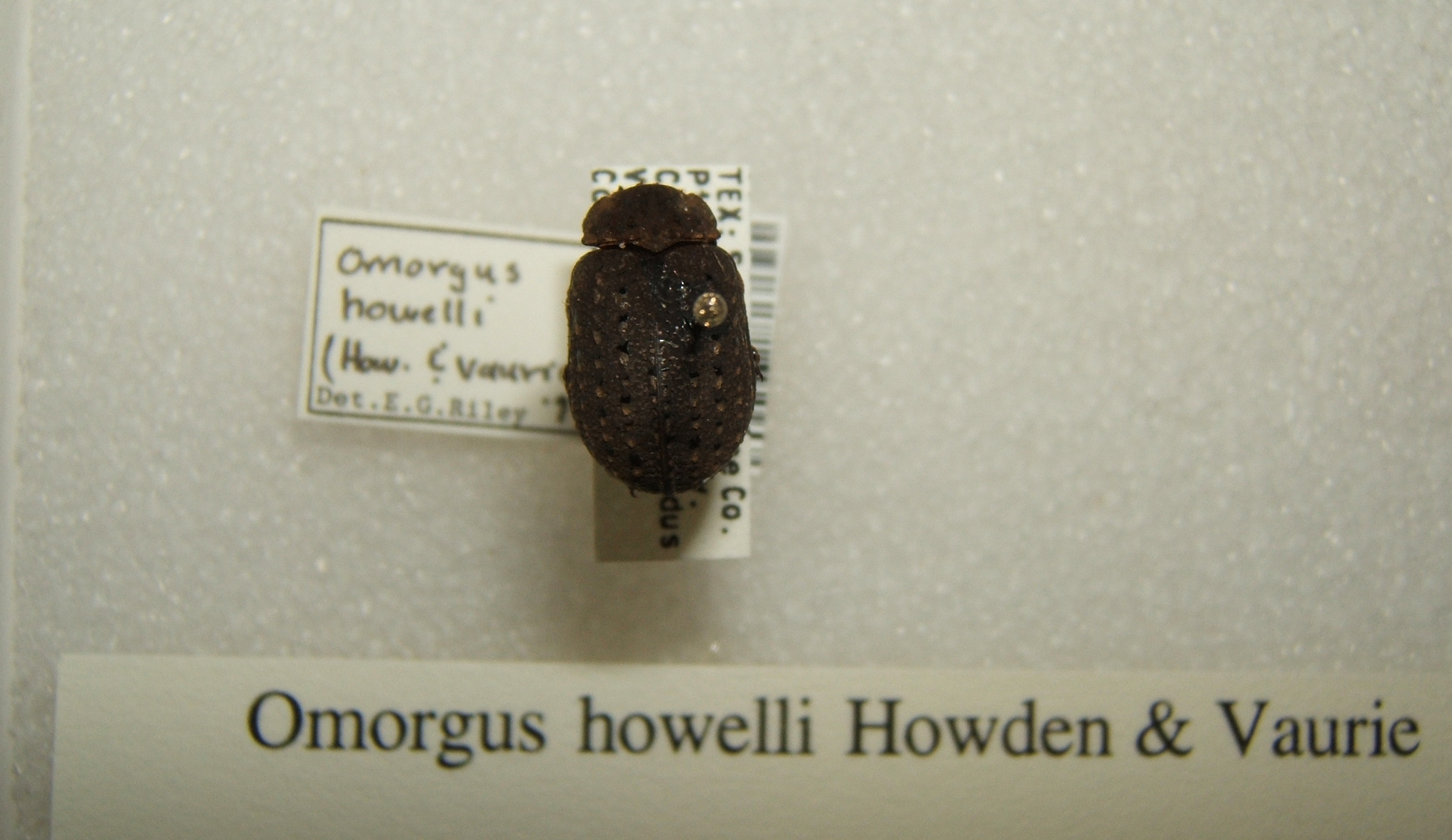